# 앙드레 졸리베

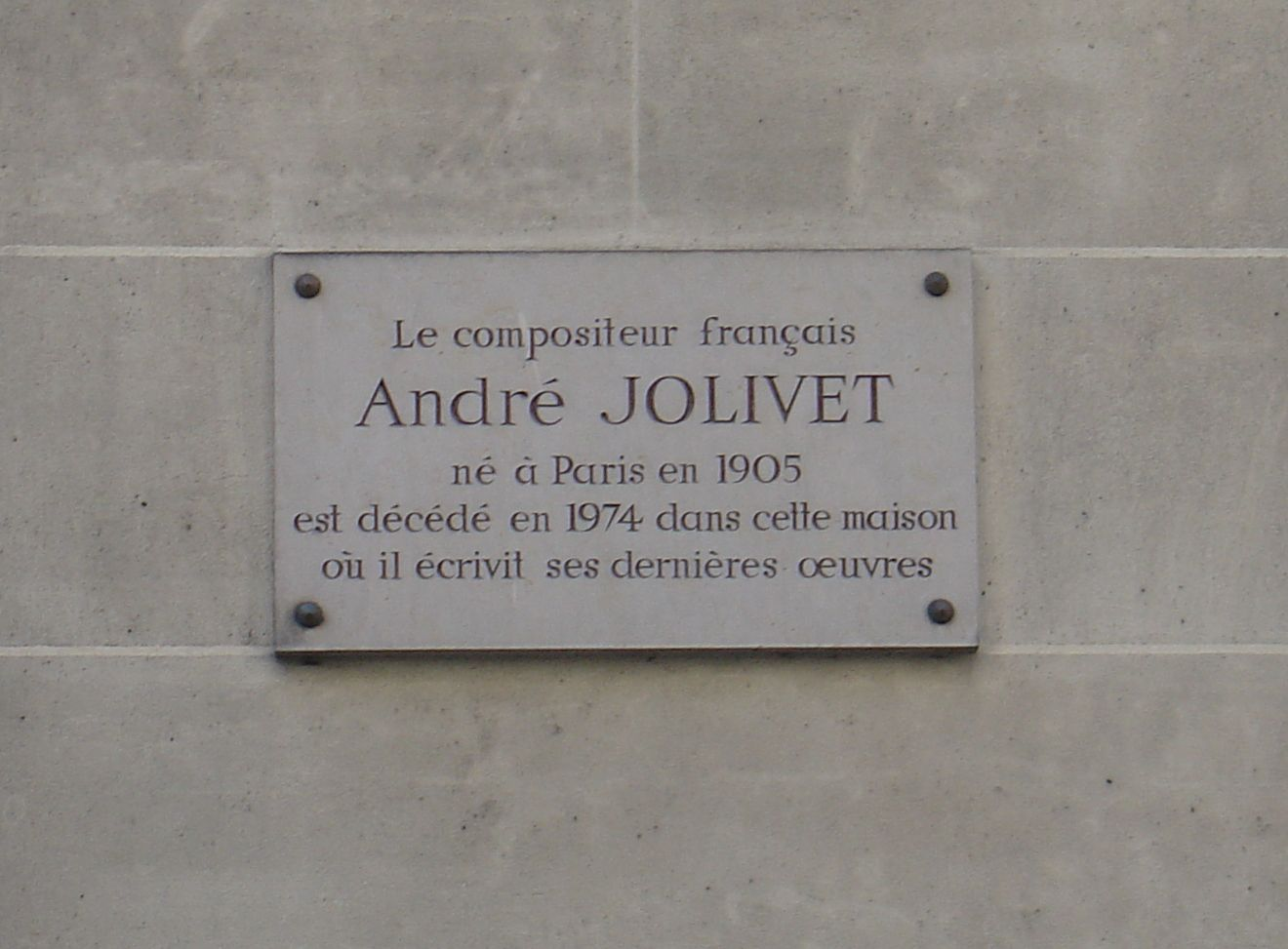
졸리베의 기념비

앙드레 졸리베(André Jolivet, 1905년 8월 8일~1974년 12월 20일)는 프랑스의 작곡가이다. '젊은 프랑스'의 멤버로서 그도 메시앙과 함께 신비적인 경향을 가진다. 그러나 그는 이교, 원시, 주술에 관심이 많았다. 그는 한때 전위음악의 시조라고도 하는 에드가르 바레즈에게 사사하여 그에게서 새로운 음소재를 이용한 창조, 리듬의 새로운 의미 등의 영향을 받았다. 전자악기를 위한 협주곡인 《옹드 마르트노 협주곡》이나 피아노 모음곡 《마나(Mana)》, 플루트 독곡 《5개의 주문(呪文)》 등 자연배음렬의 음을 혼용하여 거기에 신비스러운 음향의 밀도가 높은 공간을 만들었다. 아프리카, 베트남, 폴리네시아 등 민족음악의 색채와 복잡하게 얽히는 강렬한 리듬음군(音群)의 충격적인 작품 《피아노 협주곡》은 초연시 청중의 격렬한 반대를 받아 화제가 되었다. 이 말고도 다수의 실내악곡, 피아노곡, 8개의 협주곡, 4개의 교향곡, 발레 음악, 오페라, 가곡, 합창 등 많은 작품이 있다.